# Daphnopsis gemmiflora
Daphnopsis gemmiflora är en tibastväxtart som först beskrevs av John Miers, och fick sitt nu gällande namn av Domke. Daphnopsis gemmiflora ingår i släktet Daphnopsis och familjen tibastväxter. Inga underarter finns listade i Catalogue of Life.